# أبو الفضل جلالي
أبو الفضل جلالي (مواليد 26 يونيو 1998) هو لاعب كرة قدم إيراني يلعب في مركز المدافع في نادي استقلال طهران.

## وصلات خارجية
- أبو الفضل جلالي على موقع قاعدة بيانات كرة القدم.إي يو (الإنجليزية)
- أبو الفضل جلالي على موقع ناشيونال فوتبول تيمز (الإنجليزية)
- أبو الفضل جلالي على موقع Soccerway.com (الإنجليزية)
- أبو الفضل جلالي على موقع عالم كرة القدم.نت (الإنجليزية)